# بيلمونتي دي غراثيان
بلدية بيلمونتي دي غراثيان (بالإسبانية: Belmonte de Gracián) هي بلدية تقع في مقاطعة سرقسطة التابعة لمنطقة أراغون شمال شرق إسبانيا.

## الديموغرافيا
بلغ عدد سكان بلدية بيلمونتي دي غراثيان 236 نسمة عام 2011 (وفقاً للمعهد الوطني الإسباني للإحصاء).
| 310 | 300 | 275 | 241 | 221 | 215 | 236 |

## أعلام
- بالتاسار جراثيان